# Puya roldanii
Puya roldanii là một loài thực vật có hoa trong họ Bromeliaceae. Loài này được Betancur & Callejas miêu tả khoa học đầu tiên năm 1997.